# Раєвський Володимир Федосійович
Володи́мир Федосі́йович Рає́вський (рос. Владимир Федосеевич Раевский; * 28 березня (8 квітня) 1795, Хворостянка, тепер Старооскольського району Бєлгородської області — †  8 (20) липня 1872, Малишевка, тепер Усть-Удинського району Іркутської області) — російський поет, публіцист, декабрист.

## Біографія
Володимир Раєвський народився 28 березня (8 квітня за новим стилем) 1795 року в слободі Хворостянка Старооскольського повіту Курської губернії (нині Старооскольського району Бєлгородської області). Батько — курський поміщик, відставний майор Феодосій Михайлович Раєвський, старооскольський повітовий предводитель дворянства. Мати — Олександра Андріївна Феніна.
У 1803—1811 роках Володимир виховувався в Московському університетському пансіоні. 1811 року його зарахували у дворянський полк при 2-му кадетському корпусі.
21 травня 1812 року випущено прапорщиком у 23-тю артилерійську бригаду. Учасник франко-російської війни 1812 року. За Бородіно нагороджений золотою шпагою за хоробрість, за Гремяче — орденом Анни 4-го ступеня. 22 жовтня 1812 року надано звання підпоручника за заслуги в бою під Вязьмою.
Учасник закордонних походів 1813—1814 років. 21 квітня 1813 року за заслуги надано звання поручника. 16 жовтня 1814 року 23-у артилерійську бригаду, в якій служив Раєвський, перейменовано на 22-тю.
21 листопада 1814 року Володимир Раєвський повернувся в Росію. У 1815—1816 роках був ад'ютантом командувача артилерійського 7-го піхотного корпусу в Кам'янці-Подільському.
30 січня 1817 року Раєвський вийшов у відставку за ранами з чином штабс-капітана. 2 липня 1818 року він знову вступив у службу з тим же чином у 32-й єгерський полк. 6 грудня 1818 року Раєвського перевели в Малоросійський кірасирський полк штабс-ротмістром (отримав припис про переведення 25 лютого 1819 року). Від 1 квітня 1819 року — ротмістр. 9 лютого 1820 року переведено назад у 32-й єгерський полк. Від 22 квітня 1821 року — командир 9-ї єгерської роти, майор.
Член Союзу благоденства. Заарештовано 6 лютого 1822 року за революційну пропаганду серед солдат у школах взаємного навчання за системою англійського педагога Юзефа Ланкастера. Ув'язнений в Тираспольській фортеці, в якій утримувався до січня 1826 року. 21 січня 1826 року доставлений до Петропавловської фортеці. З серпня 1826 року Раєвський був ув'язнений у фортеці Замостя Люблінської губернії. 15 жовтня 1827 року Раєвський був засуджений до позбавлення чинів, дворянства і заслання в Сибір, де був до кінця життя. Був першим декабристом, що постав перед царським судом.
Мешкав в Олонках поблизу Іркутська. Похований в Олонках.
Був знайомий із Пушкіним, який 5 лютого 1822 року попередив його про майбутній арешт.

## Пам'ять
У липні 1976 року, напередодні 150-річчя з дня страти декабристів, біля входу до Кам'янець-Подільської фортеці відкрито меморіальну дошку, присвячену Раєвському.